# Broadhall Way

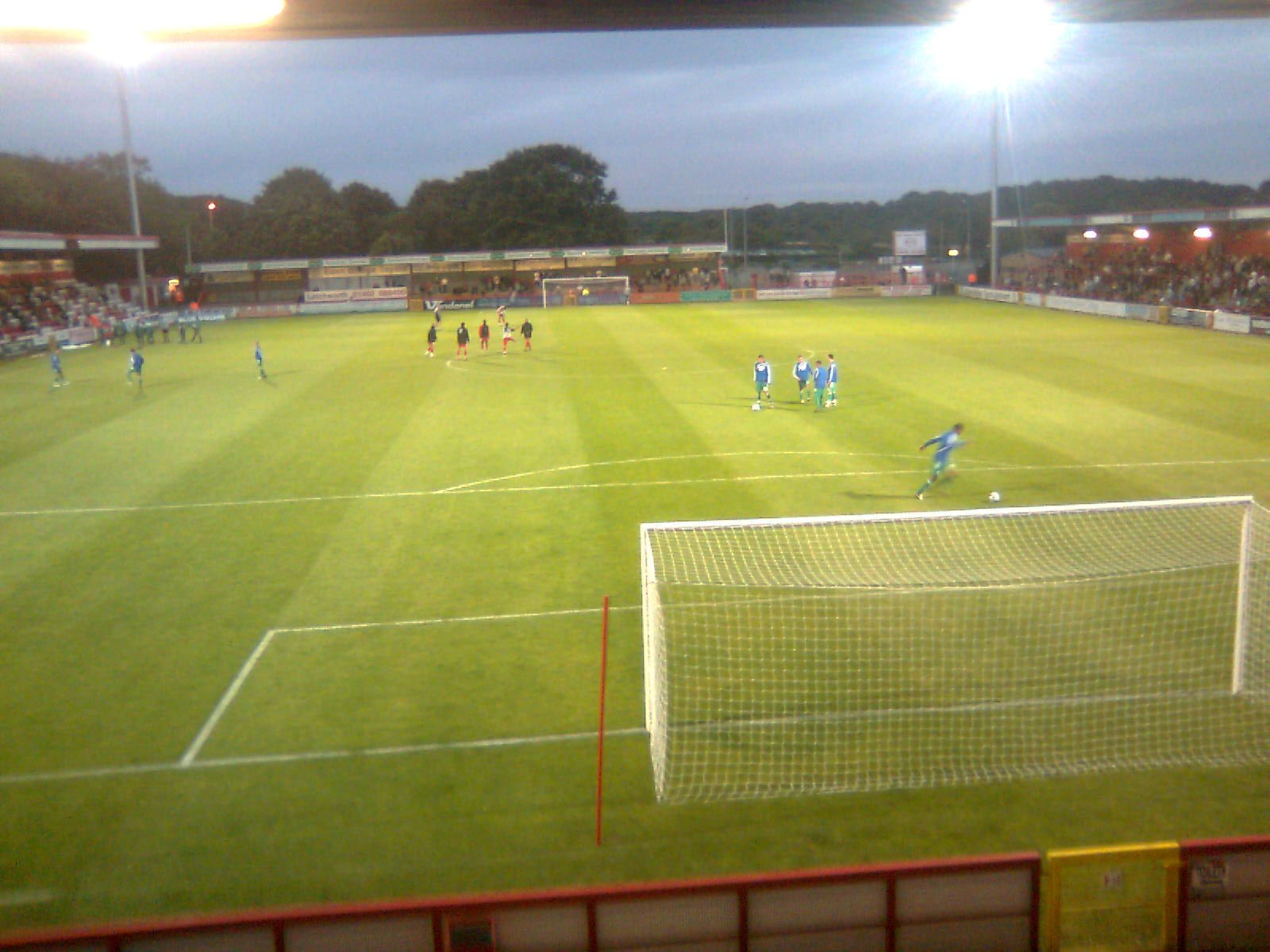
Vy från södra sidan av arenan.

Broadhall Way, också kallad The Lamex Stadium, är en multiarena i Stevenage i England.
Arenan blev klar 1961 och är hemmaarena för Stevenage. Publikkapaciteten är 6 722 åskådare.